# Mythicomyia pictipes
Mythicomyia pictipes är en tvåvingeart som beskrevs av Daniel William Coquillett 1902. Mythicomyia pictipes ingår i släktet Mythicomyia och familjen svävflugor. Inga underarter finns listade i Catalogue of Life.